# 쿠바의 국가원수

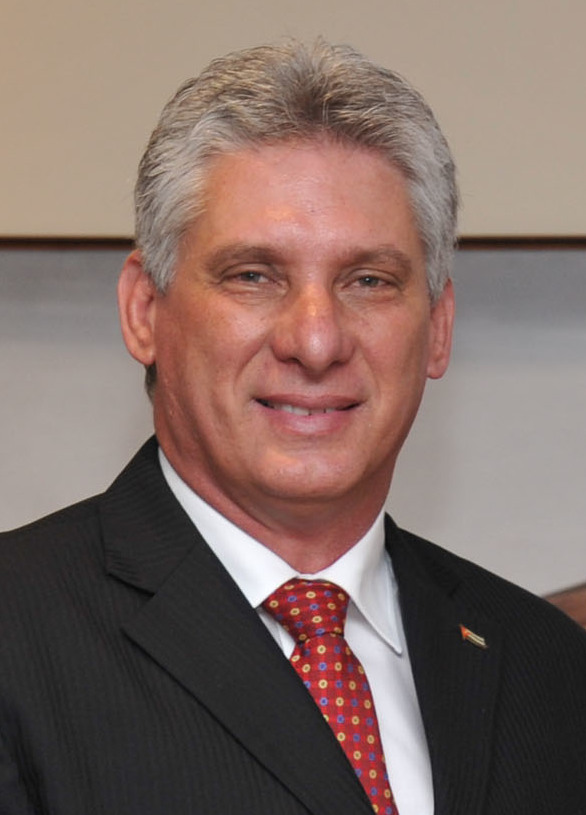
현재 국가주석인 미겔 디아스카넬

쿠바의 국가원수는 쿠바 국가주석(스페인어: Presidente de Cuba)이다.

## 선출
출마 자격은 만60세이며, 쿠바 국가평의회에서 선출한다.

## 임기
임기는 5년 중임제이며, 1번의 연임이 가능하며 최대 임기는 10년이다.

## 쿠바의 국가원수 목록
- 피델 카스트로 (재임: 1976년 12월 2일 ~ 2008년 2월 24일)
- 라울 카스트로 (재임: 2008년 2월 24일 ~ 2018년 4월 19일)
- 미겔 디아스카넬 (재임: 2018년 4월 19일 ~ )

## 같이 보기
- 쿠바의 총리